# Власак, Джерри
Джерри Власак (англ. Jerry Vlasak; род. 1958, Остин (Техас)) — американский хирург-травматолог и активист защиты прав животных. Пресс-атташе североамериканского Animal Liberation Press Office, экс-президент Лиги защиты животных Лос-Анджелеса, а также консультант кампании SPEAK: Голоса за животных.
Власак привлёк общественное внимание в 2003 и 2004, а затем в 2008 году, когда сделал заявления, в которых, как сообщалось, оправдывал применение насилия в отношении исследователей, проводящих опыты на животных. Однако на это Власак отвечал, что его слова были вырваны из контекста и категорически отрицал, что говорил что-либо поощряющее насильственные действия. Тем не менее, ему и его жене был запрещён въезд в Соединённое Королевство в 2004 году на том основании, что их присутствие, в соответствии с заявлением министра внутренних дел, «пойдёт не во благо обществу».

## Образование и карьера
Власак получил высшее медицинское образование в Техасском университете, который окончил в 1983 году. В тот период он сам проводил эксперименты на животных и не видел в этом проблемы. Согласно Los Angeles Times, он проводил исследования на артериях собак в лаборатории Калифорнийского медицинского центра, во время или после которых собаки погибали.
Работал хирургом в клиниках южной Калифорнии. В настоящее время работает в Huntington Memorial Hospital в Пасадене.

## Политическая активность
Вдохновлённый женой, актрисой Памелин Фердин, в настоящее время возглавляющей Stop Huntingdon Animal Cruelty в США, в 1993 году Власак начал принимать активное участие в защите прав животных. Он стал представителем Комитета врачей за ответственную медицину, пропагандирующего вегетарианство и выступающего против опытов на животных, и вошёл в совет директоров природоохранной организации Общество охраны морской фауны (Sea Shepherd Conservation Society).
Его основная роль в движении за освобождение животных — связь с общественностью, информирование общества о «подпольных» акциях движения. Власак полагает, что наличие медицинского образования вызывает большее доверие к движению.
Свой протест против опытов на животных Власак объяснил в 2005 году комитету Сената США следующим образом:
Здесь, в США, тысячи врачей, как и я, понимают, что нет никакой необходимости убивать животных, чтобы помочь людям, великое множество которых болеют и умирают по причинам, которые возможно предотвратить – неправильное питание, курение, наркотики и экзогенные токсины. В стране, где 45 миллионов людей не имеют доступа к какой бы то ни было медицинской помощи, нет никаких оснований тратить сотни миллионов долларов на тестирование лекарств и методик на животных. В мире, где каждую неделю 20 000 детей умирают из-за отсутствия доступа к чистой воде, нет никаких оснований тратить сотни миллионов долларов на тестирование лекарств и методик на животных.

### Общество охраны морской фауны
Власак принимает активное участие в противодействии ежегодной охоте на тюленей в Канаде. В 2005 году он был ранен охотниками на Острове Принца Эдуарда, куда прибыл в качестве представителя Общества охраны морской фауны. Обвинения в связи с нападением выдвинуты не были.
В 2006 году Власак и ещё 10 активистов были осуждены и получили 22 дня тюрьмы за то, что наблюдали за одной из таких охот без разрешения, что является нарушением правил, установленных канадским Департаментом рыболовства.

### Судимость
Власак был осуждён и приговорён к 30 суткам под электронным наблюдением в Лос-Анджелесе в 2006 году за спланированный протест против эвтаназии бездомных животных в приютах, проведённый на территории частного дома сотрудника Department of Animal Services. Власак обжаловал это решение.

### Взгляды на насилие
Власак подвергается критике за высказывания в пользу легализации применения насилия в отношении проводящих опыты на животных. На конференции по правам животных в 2003 году он сказал:

Я думаю, это может быть эффективной стратегией. Это не только морально приемлемо, но, я думаю, что есть места, где это могло бы быть и весьма эффективно с прагматической точки зрения.— 
После инцидента 2 августа 2008 с забрасыванием зажигательными бомбами дома, принадлежащего сотруднику Калифорнийского университета в Санта-Круз, Власак сказал: «Этот парень знает, что делает. Он знает, что каждый день он идёт в лабораторию и мучает животных, и что неразумно не ожидать последствий».

#### Интервью вThe Observer
Полемика началась в июле 2004, когда Джейми Довард из The Observer написал, что Власак сказал ему в интервью: «Я думаю, насилие является частью борьбы против угнетения. Если что-то плохое случится с одними, это может отбить охоту у других. Неизбежно, что насилие будет использоваться в борьбе, и что это будет эффективно».

Власак ответил в пресс-релизе, что эти утверждения являются частью клеветнической кампании против него. Он пишет: «Я был возмущён статьёй Джейми Доварда в Observer, заявляющим, что я, врач, который посвящает все своё существование спасению жизни, призываю или поощряю убийства, или убиваю кого бы то ни было, человека или не человека».
На австралийском телевидении несколько месяцев спустя он сказал: «Стоит ли пожертвовать жизнью пяти виновных вивисекторов, чтобы спасти жизнь сотен миллионов невинных животных? Да».

#### Запрет въезда в Великобританию
После материала в  The Observer  британское правительство объявило в августе 2004 года, что Власаку и его жене запрещён въезд в Великобританию. Власак должен был принять участие в конференции, организованной Stop Huntingdon Animal Cruelty (SHAC), посвящённой кампании по закрытию исследовательского центра HLS.
Власак один из двух пресс-атташе движения за освобождение животных, кому был запрещён въезд в Великобританию. Стивену Бесту, профессору философии Техасского университета в Эль-Пасо, въезд был запрещён в 2005 году, чтобы не допустить его участия в проходящей там конференции по правам животных.